# Versoix
Versoix ist eine politische Gemeinde im  Kanton Genf in der Schweiz. Sie befindet sich etwa 10 Kilometer nördlich von Genf (Zentrum) am Genfersee.

## Geographie
Die Nachbargemeinden sind die Waadtländer Gemeinden Mies VD und Chavannes-des-Bois sowie die Genfer Gemeinden Collex-Bossy und Genthod. Dazwischen nordwestlich grenzt Versoix an Frankreich.
Bei Versoix mündet der Fluss Versoix, der auf französischem Staatsgebiet entspringt, in den Genfersee.
Durch den Ort verläuft die Hauptstrasse 1, westlich davon die Autobahn A1 mit dem Anschluss 8 – Versoix. Die Gemeinde liegt an der Bahnstrecke Lausanne–Genf, die seit 1858 durchgehend befahrbar ist.

## Geschichte

Luftbild aus 100 m Höhe von Walter Mittelholzer (1925)

Im Genfersee vor Versoix () wurde eine Pfahlbausiedlung aus der Zeit um 1500 bis 500 vor Christus entdeckt. Sie ist heute Teil des transnationalen UNESCO-Welterbes „Prähistorische Pfahlbauten um die Alpen“.
Versoix ist hauptsächlich für seinen Hafen bekannt, der einer der Hauptpole des Handels auf dem Genfersee im 14. Jahrhundert war, und seine dörfliche Umgebung, die gut bewahrt werden konnte, obwohl Versoix im Laufe der 1990er-Jahre den Status einer Stadt erhielt (in der Schweiz gelten Orte mit über 10'000 Einwohnern als Städte). Von 1571 bis zum Verlust an Frankreich 1621 gehörte die Herrschaft (seit 1598 das Marquisat) Versoix der Berner Patrizierfamilie von Wattenwyl.
Am 15. April 1798 wurde auch Genf von Frankreich annektiert. Am 31. Dezember 1813 wurde Genf von österreichischen Truppen besetzt. Nachdem zuerst die Unabhängigkeit der Stadtrepublik ausgerufen worden war, bat Genf um Aufnahme als Kanton in die Schweizerische Eidgenossenschaft. Mit dem Zweiter Pariser Frieden trat das Königreich Frankreich 1815 schliesslich dem Kanton Genf 6 Gemeinden ab, darunter Versoix, Vernier und Meyrin. Genf war jetzt keine Exklave mehr.
Im Zweiten Weltkrieg befand sich in Versoix das Jugendheim Institut Monnier, in dem zionistische Jugendorganisationen aus dem deutsch besetzten Frankreich geflüchtete Juden unterbrachten.

## Bevölkerung
| Bevölkerungsentwicklung | Bevölkerungsentwicklung | Bevölkerungsentwicklung | Bevölkerungsentwicklung | Bevölkerungsentwicklung | Bevölkerungsentwicklung | Bevölkerungsentwicklung | Bevölkerungsentwicklung | Bevölkerungsentwicklung | Bevölkerungsentwicklung | Bevölkerungsentwicklung | Bevölkerungsentwicklung | Bevölkerungsentwicklung |
| ----------------------- | ----------------------- | ----------------------- | ----------------------- | ----------------------- | ----------------------- | ----------------------- | ----------------------- | ----------------------- | ----------------------- | ----------------------- | ----------------------- | ----------------------- |
| Jahr                    | 1481                    | 1601                    | 1791                    | 1800                    | 1850                    | 1900                    | 1950                    | 2000                    | 2010                    | 2012                    | 2014                    | 2017                    |
| Einwohner               | 250                     | 100                     | 1165                    | 750                     | 937                     | 1531                    | 2471                    | 10'309                  | 12'947                  | 12'879                  | 13'057                  | 13'384                  |

## Politik

### Legislative – Gemeinderat
- Grüne: 7
- SP: 3
- Versoix Autrement: 2
- Mitte-GLP: 4
- FDP: 8
- SVP-MCG: 3

Die gesetzgeberische Gewalt wird durch den Munizipalrat (Conseil municipal) wahrgenommen. Er zählt 27 Sitze und wird alle fünf Jahre direkt vom Volk im Proporzwahlverfahren mit einer 7-Prozent-Hürde gewählt. Der Munizipalrat bestimmt das Stadtbudget und stimmt über Vorlagen der Stadtregierung (Conseil administratif) ab. Ausserdem kann er selber Vorstösse lancieren. Die oben stehende Grafik zeigt die Sitzverteilung nach den letzten Gemeindewahlen vom März 2025.

## Persönlichkeiten
- Léon Gaud (1844–1908), Maler
- Charles Genequand (1869–1950), evangelischer Geistlicher
- Marc Peter (1873–1966), Jurist, Politiker, Diplomat und Heimatforscher
- Albert Josef Hofmann (1933–2018), in Versoix geborener Physiker, Hochschullehrer und CERN-Forscher
- Delphine Klopfenstein Broggini (* 1976), Grossrätin und Nationalrätin (Grüne)